# Ron Glass
Ronald Earle Glass (Evansville, 10 juli 1945 - Los Angeles, 25 november 2016) was een Amerikaans acteur. Hij werd in 1982 genomineerd voor een Primetime Emmy Award voor zijn bijrol als rechercheur Ron Harris in de detective-komedieserie Barney Miller. Glass maakte in 1972 zijn acteerdebuut met een eenmalig optreden als Hucklebuck in een aflevering van de komedieserie Sanford and Son. Zijn eerste rol op het witte doek volgde in 1974, als Quintus in de tragikomische film The Crazy World of Julius Vrooder.

## Filmografie
*Exclusief 10+ televisiefilms
- Strange Frame: Love & Sax (2012, stem)
- Death at a Funeral (2010)
- Lakeview Terrace (2008)
- Serenity (2005)
- Recess: School's Out (2001)
- Deal of a Lifetime (1999)
- Unbowed (1999)
- Back in Business (1997)
- It's My Party (1996)
- Houseguest (1995)
- Deep Space (1988)
- The Crazy World of Julius Vrooder (1974)

## Televisieseries
*Exclusief eenmalige gastrollen
- Agents of S.H.I.E.L.D. - Dr. Streiten (2013-2014, twee afleveringen)
- Dirty Sexy Money - Dennis Ford (2008, twee afleveringen)
- All Grown Up - stem Randy Carmichael (2004-2008, twaalf afleveringen)
- Shark - Stewart Fenton (2006-2007, drie afleveringen)
- Rugrats - stem Randy Carmichael (1993-2003, vier afleveringen)
- Firefly - Shepherd Book (2002-2003, veertien afleveringen)
- The Proud Family - stem The Talking Baby (2001, twee afleveringen)
- Friends - Russell (1999, twee afleveringen)
- Teen Angel - God's cousin Rod (1997-1998, zeventien afleveringen)
- Mr. Rhodes - Roland Felcher (1996-1997, zeventien afleveringen)
- Rhythm & Blues - Don Phillips (1992-1993, dertien afleveringen)
- Amen - Jason Lockwood (1989-1991, vier afleveringen)
- 227 - Robert Stone (1987, twee afleveringen)
- The New Odd Couple - Felix Unger (1982-1983, achttien afleveringen)
- Barney Miller - Ron Harris (1975-1982, 164 afleveringen)
- The Streets of San Francisco - Arlen Washington (1976, twee afleveringen)
- Insight - Courtney Rickell (1973-1975, twee afleveringen)

- Bibliothèque nationale de France: cb141818407 (data)
- International Standard Name Identifier: 0000 0001 1483 5306
- Library of Congress Control Number: no2006004015
- Istituto Centrale per il Catalogo Unico: DDSV214631
- SNAC: w6pr912b
- Virtual International Authority File: 228714305
- WorldCat: E39PBJq6XwwGVyrfMty33hJJjC